# Route 13 (Bolivie)
Pour les articles homonymes, voir Route 13.
La route 13 (en espagnol: Ruta 13) est une route nationale de l'État de Bolivie située dans les départements de Pando et du Beni.

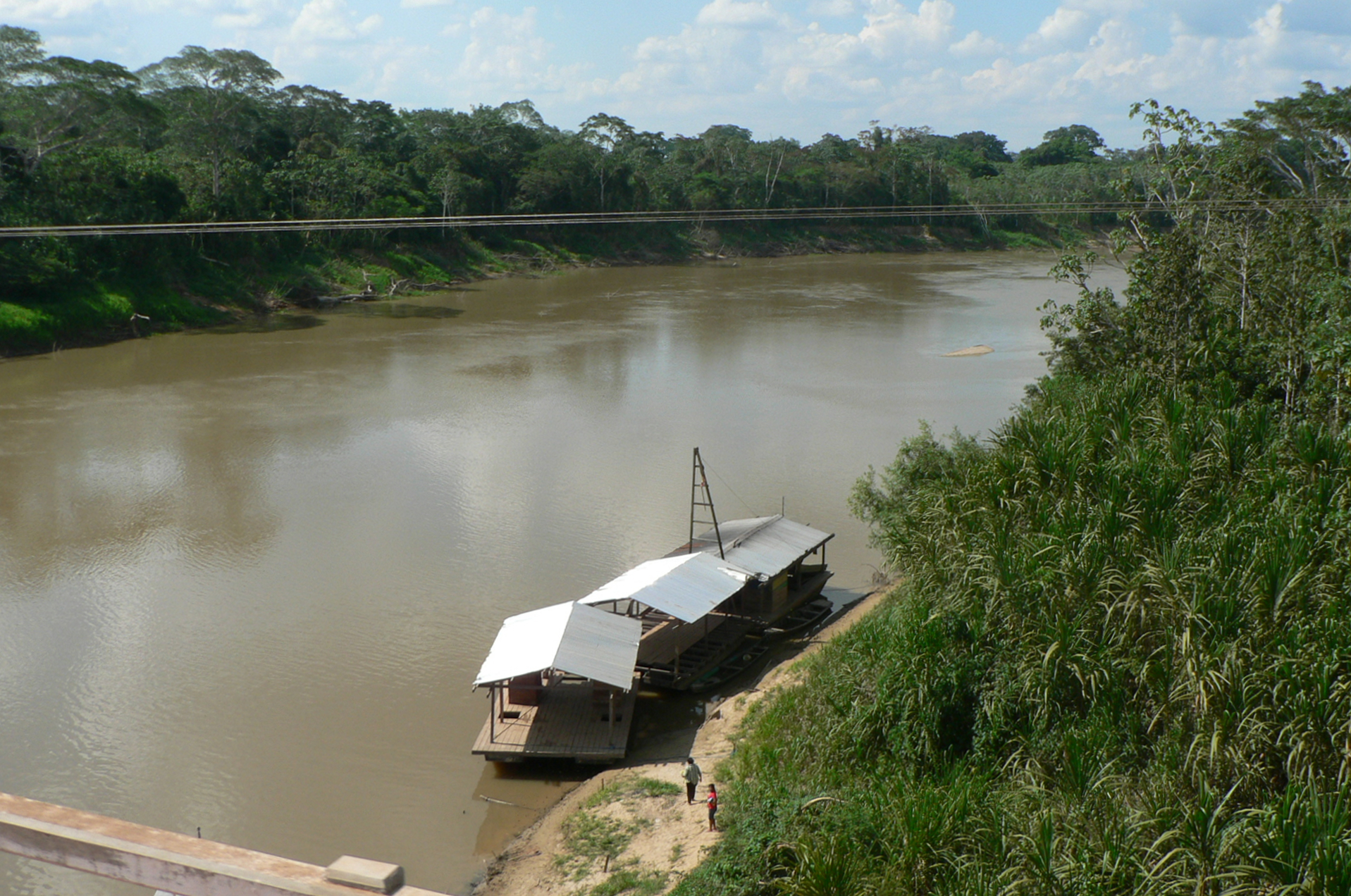
Vue depuis le pont du Río Orthon, Pando.

La route est ajoutée au réseau routier national (Red Vial Fundamental) par le décret suprême 25134 du 31 août 1998.

## Itinéraire
La route 13 s'étend sur 370 kilomètres et traverse la partie nord des basses terres boliviennes d'ouest en est, de la frontière avec l'État brésilien d'Acre à la plaine inondable du Río Beni. La route traverse les départements de Pando et du Beni sur toute sa longueur et mène principalement dans la forêt tropicale humide intacte. Seule une bande étroite adjacente à la route est constituée de pâturages obtenus par brûlis. La route commence au nord-ouest dans le prolongement de la « Estrada de Pacífico » brésilienne (BR-317) à Cobija et se termine à l'est dans la ville d'El Triangulo à la jonction de la route 8, qui suit le Río Beni de Yucumo au sud jusqu'à Guayaramerín au nord-est. Les 33 premiers kilomètres de la route 13 au nord-ouest sont revêtus, les 337 kilomètres restants de Porvenir à El Triangulo ne le sont pas. 
Avant 2018, deux traversées en ferry étaient nécessaires afin de parcourir l'ensemble de la route, qui croise au total cinq grands fleuves amazoniens. L'une d'entre elles permettait la traversée simultanée du Río Madre de Dios et du Río Manupare près d'El Sena et l'autre servait à la traversée du Río Beni, frontière naturelle entre les départements de Pando et du Beni. 
Quant à eux, le Río Orthon près de Puerto Rico et le Río Geneshuaya, le plus oriental des cinq fleuves, sont franchis par des ponts bien avant la construction de ponts sur les trois cours d'eau mentionnés ci-haut.  
Le 22 octobre 2018, le pont permettant la liaison des deux départements au-dessus du Río Beni est inauguré,.  Le 15 octobre 2019, le pont franchissant le Río Madre de Dios est ouvert à la circulation. Il est à noter que dans le cadre de ces derniers travaux, la route est déplacée d'environ 2 kilomètres près d'El Sena, soit en aval de l'embouchure du Río Manupare, ce qui permet d'éviter le franchissement d'un cours d'eau supplémentaire.

## Villes traversées

### Département de Pando
- km 0: Cobija
- km 8: Bella Vista
- km 10: Villa Busch
- km 33: Porvenir
- km 61: Santa Lourdes
- km 127: Santa Lucía
- km 154: El Carmen
- km 168: Puerto Rico
- Km 205: Batraja
- km 222: Conquista
- km 252: El Sena
- km 285: Naranjal

### Département du Beni
- km 324: Peña Amarilla
- km 350: Santuario
- km 370: El Triangulo (El Choro)